# Julius Nepos
Julius Nepos (latin: Flavius Julius Nepos Augustus; født ca. 430, død 480) var vestromersk kejser de facto fra 474 til 475 de jure frem til 480. Han var også hersker over romersk Dalmatien fra 468 til 480. En del historikere betragter Nepos som den allersidste vestromerske kejser, mens andre mener at rækken af vestromerske kejsere endte med Romulus Augustulus i 476 (der dog af mange i samtiden blev betragtet som en illegitim kejser). Derimod overlevede Det Østromerske Rige og dets kejsere denne historiske periode i det store og hele intakt.
Julius Nepos var nevø til grev Marcellinus, som herskede i Dalmatien fra 450'erne frem til han blev myrdet på Sicilien i 468. Nepos blev ophøjet til vestromersk kejser i 474 af den østromerske kejser Leo 1. i den hensigt at erstatte tronraneren Glycerius. Nepos blev afsat i 475 af den romerske general Orestes, som tog kontrollen over regeringen i hovedstaden Ravenna den 28. august 475. Nepos blev tvunget til flygte med skib over Adriaterhavet til Dalmatien. Orestes kronede sin unge søn Romulus Augustulus som kejser, men de blev begge året efter afsat af Odoaker, en romersk hærfører af germansk oprindelse.
Nepos fortsatte at styre fra Dalmatien som "kejser i vest", anerkendt dels af Syagrius fra dennes romerske enklave i Gallien og dels af kejseren i Konstantinopel og den øst-romerske kejser tvang også Odoaker til at anerkende Nepos' kejserværdighed, men i alle praktiske henseender havde han ikke magt uden for Dalmatien. Han blev myrdet i 480, og den østromerske kejser Zenon afskaffede kejserværdigheden i vest og inddrog formelt den vestlige del af Romerriget som sit eget højhedsområde, uden at han dog formåede at øve nogen videre indflydelse andet end på papiret.

## Liv og virke

### Opkomst til magt
Julius Nepos var søn af Nepotianus, magister militum i vest ca. 458-461, og nevø af patricieren Marcellinus, magister militum i Dalmatien. Han giftede sig med en neptis, det vil sige en niece, antagelig niecen af den østromerske kejser Leo (457-474), men han var selv nevø til guvernøren af Dalmatien, deraf hans agnomen, tilnavn, nepos som betyder "nevø". Ved Marcellinus’ død i 468 overtog Julius Nepos såvel den magtbase, som onklen havde haft, som positionen som magister militum Dalmatiae, og som hersker over Dalmatien var det også Nepos, der modtog en bevaret lov af kejser Leo dateret til 1. juni 473, som vedrørte ægteskabelige ejendomsrettigheder. I år 474 fik han også titel af patricier.
Efter, at Anthemius blev halshugget af Gundobad, magister militum af burgundisk herkomst, var den aldrende kejser i øst atter enekejser over Romerriget, og ifølge romersk lov var Leo den eneste legitime kejser og havde da retten til at vælge ny vestlig modpart. I begyndelsen synes det som om at han ikke anstrengte sig eller ikke havde en egnet kandidat. I mellemtiden blev Glycerius udnævnt af Gundobad. For kejser Leo var Glycerius ikke andet en tronraner som måtte fjernes.
Julius Nepos efterfulgte sin onkel Marcellinus, efter at denne var blevet myrdet på Sicilien som guvernør af provinsen Dalmatien, teknisk set en del af Det Vestromerske Rige, men i alle praktiske henseender en selvstyrende region. Kronikøren Johannes af Antiokia skrev: "Da Leo, kejser i øst, hørte om valget af Glycerius, udnævnte han Nepos som en general for en ekspedition imod ham."  I juni 474 ankom Nepos til Ravenna, tvang Glycerius til at abdicere, og sikrede sig den vestlige kejsertrone for sig selv. Nepos skånede Glycerius hans liv og udnævnte ham til biskop af Salona. Nepos styrede kortvarigt over hele det tilbageværende vestromerske rige, centreret i Italien, herunder hans eget Dalmatien og de resterende dele af romersk Gallien.

### Tiden som hersker
Kun lidt er kendt om Nepos’ aktiviteter under hans korte tid som kejser. I Italien udstedte han guldmønter i Rom, Ravenna og Milano. Der blev også præget sølv i Ravenna og bronze i Milano. Også i Gallien blev kejserlige mønter prægede, idet et mindre antal solidi i guld blev prægede i Arles, og i det nordlige Gallien er et mindre antal sølvmønter med Nepos’ navn præget, muligvis af den lokale romerske hersker Syagrius af Soissons. Han udstedte også nogen få symbolske mønter med Zenons og Leo IIs navn, hvilket var usædvanligt for perioden, for at markere båndene til Konstantinopel, men han kunne ikke have haft nogen forventninger om egentlig støtte fra Det Østromerske Rige. I Gallien udnævnte han også Ecdicius, søn af kejser Avitus som sin patricier og magister militum. På samme tid sendte han to ambassadører til vestgoterne i et forsøg på konsolidere det, som var tilbage af kejserlige besiddelser i Gallien. I den samme periode var der også fornyede piratangreb fra vandalerne.

### Fald og styre i Dalmatien
Nepos’ styre i Italien endte i 475, da han blev afsat af sin magister militum Orestes, som samlede de romerske tropper bag sig, forstærkede med germanske lejesoldater fra ulige stammer, og tog kontrol over regeringen i Ravenna den 28. august. Nepos blev tvunget til at flygte med skib til Dalmatien uden at gøre modstand. Orestes havde været deltager ved et tidligere vendepunkt i romersk historie: han havde været en romersk født ambassadør som blev sendt fra hunnerkongen Attila og til Konstantinopel tilbage i 449. Derefter havde han tjenestegjort i den romersk hær og over tid skaffet sig tilhængere. Det samme år kronede Orestes sin egen unge søn som den nye vestromerske kejser under det prestigefyldte navn Romulus Augustus. Sønnen var da antagelig omkring 15 år gammel, men han blev husket i historien som Romulus Augustulus, hvor sidste navn fik betydningen "Lille Augustus", det vil sige "den lille keiser".
Det er flere nær samtidige redegørelser, som fortæller det samme. Jordanes oplyser, at "i Det Vestromerske Rige fik Orestes kejser Nepos til at flygte og satte sin egen søn på tronen." ("parte vero Hesperia Nepotem imperatorem Orestes fugatum Augustulum suum filium in imperium conlocavit") Men de knappe redegørelser efterlader spørgsmål, som ikke har ladet sig besvare tilfredsstillende: Hvorfor blev Orestes udnævnt og hvorfor blev Ecdicius kaldt til Italien? Det er også uklart, hvorfor Orestes’ besluttede at krone sin unge søn som en pseudo-kejser frem for at tage kronen i eget navn. Romulus’ position var heller ikke konstitutionel i og med, at han ikke var blevet anerkendt af den østromerske kejser i Konstantinopel, hvor Nepos fortsat var kejser i vest. Hoffet i Revanna var villigt til at acceptere denne fiktion, som holdt den vestromerske kejsertitel levende i yderligere et år. I 476 faldt denne fiktion sammen. Orestes havde lovet at betale sine germanske lejesoldater med land i Italien, men da deres leder, Odoaker, krævede en større andel i gevinst og betaling, nægtede Orestes. Romulus’ korte styre endte den 4. september 476, da Odoaker ledede de germanske foederati i Italien til oprør, angreb og erobrede Ravenna. Orestes blev dræbt i kampen, og Odoaker afsatte Romulus. I stedet for at henrette ham, må Odoaker have betragtet Romulus som så ubetydelig, at han sendte ham til forvaring i Campania. Derefter forsvinder han i historiens mørke.
Selv om hans efterfølgere var blevet afsat, kom Nepos aldrig tilbage til Italien. Han fortsatte at styre fra Dalmatien som "vestromersk kejser", og han fik fortsat en del formel støtte fra Konstantinopel. Odoaker forsøgte at omgå Nepos, og benyttede det romerske senat til at ansøge den nyligt genindsatte kejser Zenon om titel af patricier, og han forsøgte at få afsluttet den afbrudte følge af vestromerske kejsere. Zenon accepterede at give Odoaker positionen som patricier, men krævede også at Odoaker anerkendte Nepos kejserlige status, og prægede mønter i Nepos’ navn. I praksis styrede Odoaker som uafhængig konge af Italien, men formelt anerkendte og underlagde han sig kejserrigets overherredømme. Nepos holdt formelt titlen som kejser, men udøvede ingen reel magt uden for Dalmatien. Af navn fortsatte Det Vestromerske Rige at eksistere efter 476, men det var kun en juridisk formalitet og som et spejl af den kejserlige tradition.

### Attentatet på Nepos
Den politiske løsning varede omtrent fire år. Omkring 479 begyndte Nepos en sammensværgelse mod Odoaker i håb om at få direkte kontrol over Italien selv. En anden mulighed, i henhold til en byzantinsk kilde, er, at Glycerius, som fortsatte som biskop i Salona, konspirerede for at få hævn og således opholdt sig i nærheden. Odoaker gjorde senere Glycerius til biskop af Milano. Sikkert er, at Odoaker opfattede Nepos som en trussel og var besluttet på at slippe af med ham.
Nepos, som fortsat opholdt sig i Dalmatien, blev myrdet af sine egne soldater i 480. Nepos’ død er kun så kortfattet nævnt kilderne, at de ikke kan blive enig om en dato: 25. april (mest sandsynligt), 9. maj eller 22. juni. Han blev angiveligt stukket til døde i sin villa i nærheden af Salona. Eftersom Diokletianus også havde en bolig i området, er det muligt, at det var den samme bygning. Marcellinus Comes lagde skylden for forræderiet på hans comes Viator og Ovida. Hvis de samtidige kilder er troværdige, blev Nepos dræbt i 480, da han var i færd med at forsøge at genvinde den vestlige trone direkte og ikke kun af navn være kejser over vesten. Om det er tilfælde, kan det synes som om, at hans magtbase i Dalmatien ikke ville det samme, og at han faldt som offer for lokale intriger.

## Følger af drabet
Ovida tjenestegjorde som den næste hersker over Dalmatien i henved halvandet år, men Odoaker benyttede drabet på Nepos som undskyldning for at invadere Dalmatien. Hæren under Ovida blev besejret den 9. december 481, og Odoaker lagde efterfølgende provinsen direkte under sit eget kongerige.
Julius Nepos havde beholdt titlen som kejser helt til det sidste og kan således med nogen ret karakteriseres som den sidste vestromerske kejser, "men på den tid, da han døde, var han blevet en uønsket anakronisme, en forlegenhed for Zenon, som ikke havde råd til at støtte ham, og en hindring for Odoaker, som havde planer om sin egen ekspansion i Dalmatien."
Zenon valgte at ikke udpege en ny vestromersk kejser. Zenon indså antagelig, at der ingen direkte romersk kontrol var tilbage over de landområder, som juridisk var underlagt det vestromerske hof. Han valgte i stedet at ophæve den juridiske deling af positionen som kejser, og erklærede sig selv som enekejser af det udelte Romerrige. Zenon blev den første romerske enehersker siden delingen mellem vest og øst efter Theodosius den store 95 år tidligere, og kejsertitlen blev aldrig delt igen.